# Факторы некроза опухоли
Факторы некроза опухоли, или семейство ФНО (англ. TNF family) — семейство цитокинов, вызывающее апоптоз клеток. Первыми открытыми членами семейства были собственно фактор некроза опухоли, являющийся прототипом белков семейства, (ранее ФНО-α) и лимфотоксин-альфа (ранее ФНО-β). В настоящее время семейство насчитывает 18 белков.

## Семейство ФНО
Семейство факторов некроза опухоли включает 18 белков-цитокинов, которые, как правило, представляют собой гомотримеры, реже — гетеротримеры (в случае лимфотоксинов альфа и бета):
- TNFSF1 (лимфотоксин-альфа), цитокин, лимфокин.
- TNFSF2 (фактор некроза опухоли), типичный представитель семейства, самый сильный из известных цитокинов и наиболее изученный белок семейства.
- TNFSF3 (лимфотоксин-бета).
- TNFSF4 (OX40L), цитокин, лиганд CD134 (OX40).
- TNFSF5 (CD154), лиганд рецептора CD40 (CD40L).
- TNFSF6 (FasL или CD95L).
- TNFSF7 (CD70).
- TNFSF8 (CD153).
- TNFSF9 (4-1BB лиганд).
- TNFSF10 (TRAIL).
- TNFSF11 (RANKL).
- TNFSF12 (TWEAK)
- TNFSF13 (APRIL).
- TNFSF13B (активирующий фактор B-лимфоцитов; CD 257; BAFF).
- TNFSF14
- TNFSF15 (ингибитор роста сосудистого эндотелия; VEGI, Vascular endothelial growth inhibitor)
- TNFSF18
- EDA